# 红字
《紅字》（英語：The Scarlet Letter: A Romance）是一部在1850年代出版，有歷史背景的小說，是納撒尼爾·霍桑的代表作。故事背景在 1642年到1649年期間，地點在美國麻薩諸塞州波士頓的清教徒區。故事是關於一位女孩海斯特·白蘭，她紅杏出牆，懷了一個女孩，並奮力地建立一個悔悟且有莊嚴的新生活。透過這本書，霍桑探索了三個主題：守法主義、原罪和內疚。

## 情節

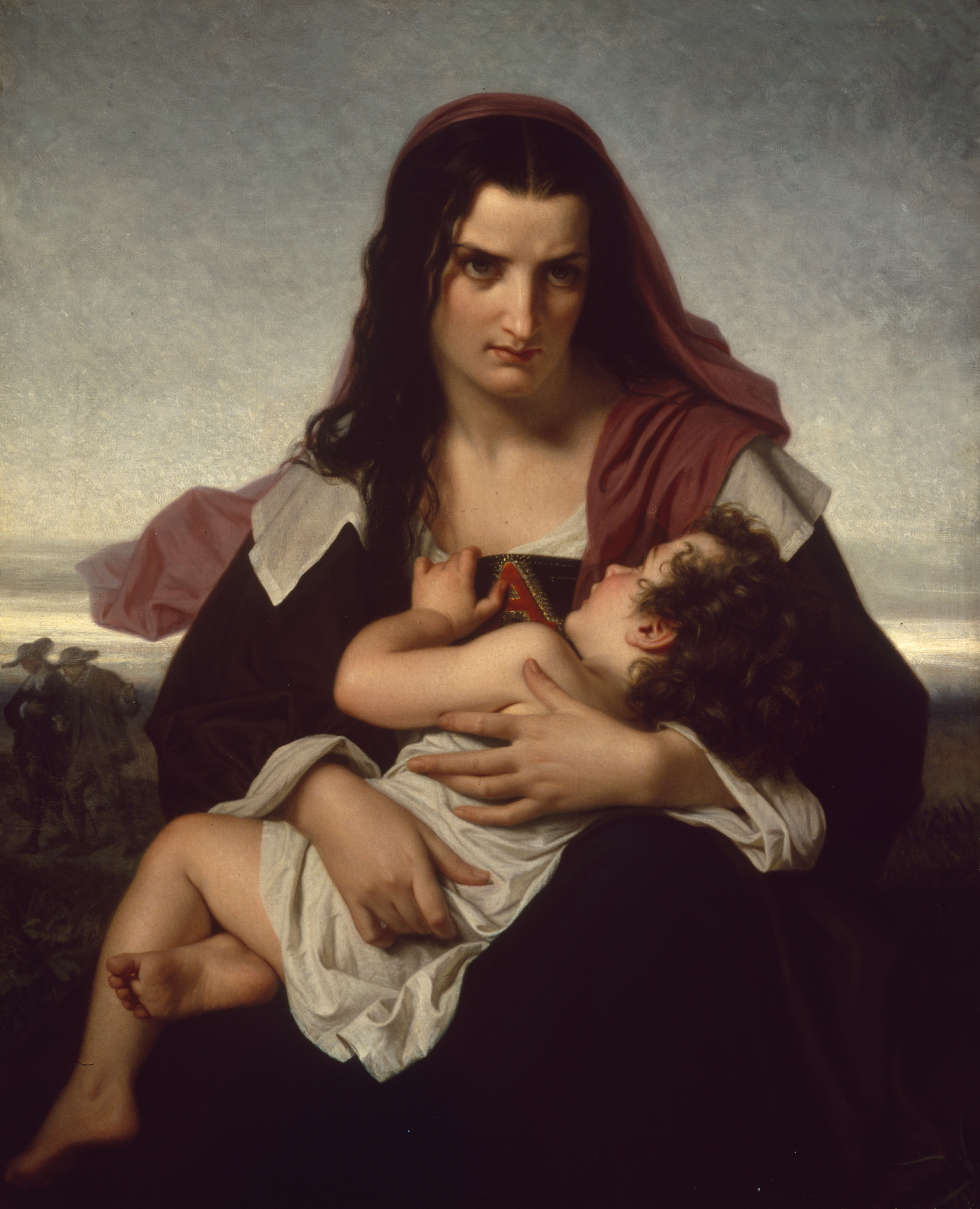
Hugues Merle的於1861年的畫作《紅字》。圖中可以看到海斯特懷中抱著珠兒，背景左方人物為齊靈渥斯和丁梅斯代爾。

1642年6月，在波士頓中以清教徒為主的小鎮裡，眾人齊聚一團的觀看一位女孩海斯特·白蘭（Hester Prynne）因通姦罪而受到處罰。
她需在胸前配戴一個象徵「通姦」的紅字「A」，讓她覺得丟臉、羞愧，此外她還需站在斷頭台上三小時，讓眾人羞辱。在海斯特走向絞刑台時，台下的女性群眾對於海斯特的美貌和那高尚的樣子相當生氣。不論牧師們怎麼要她說出孩子的父親是誰，她都堅決不說出口。
海斯特從看台上俯瞰人群，她發現了一位個子不高、畸形的男子，那是她失蹤已久的丈夫。她以為丈夫已經在航海的時候失蹤死了。當她的丈夫看見海斯特站在台上時，他向身邊的一位圍觀的男士詢問發生了什麼事，而得知他的老婆海斯特犯了通姦罪。知情後，他便相當氣憤的呼喊且發誓，定要將孩子的父親，通姦的另一方，給揪出來並讓他受到懲罰。他自己選了一個新的名字，羅格·齊靈渥斯以便進行他的復仇計畫。
約翰·威爾遜牧師和亞瑟·丁梅斯代爾牧師不管怎麼盤問海斯特的姦夫是何人，海斯特都堅決不說出他的名字。她回到監獄中後，獄卒帶著醫生羅格·齊靈渥斯用草藥前來幫海斯特和她的小孩鎮靜下來。接著，羅格·齊靈渥斯與海斯特便攤開來說話，討論他們的婚姻和彼此所犯的錯。
羅格·齊靈渥斯還查問海斯特誰是她的情夫，但是海斯特仍不肯透漏任何訊息。羅格·齊靈渥斯不再追問，但他堅信有天自己終能找出情夫，還威脅海斯特最好把她的情夫藏好，免得被他揪出來。除此之外，他還警告海斯特假如她敢透露齊靈渥斯的真實身分，他定會毀了孩子的父親。海斯特答應了不說出兩人的關係，但她覺得自己有天將會後悔這個決定。
出獄後，海斯特居住在城鎮邊緣的一個農舍。靠著自己的繡工，賺微薄的錢，她與她的孩子珠兒（Pearl）過著既幽靜又樸實生活。但海斯特常因珠兒感到困擾，因為珠兒對於她胸前的紅字相當迷戀。隨著年齡的增長，珠兒越大越任性且越發不受控制，她的行為更是引發傳言傳到教會裡，教徒們因而建言，珠兒不應再由海斯特扶養。
當謠言傳至海斯特耳中時，海斯特去找貝林漢市長，威爾遜牧師和丁梅斯戴爾牧師正好在旁。海斯特在情急之下要求牧師亞瑟·丁梅斯代爾幫她說話，丁梅斯代爾說服了州長讓珠兒留在海斯特身邊。
由於丁梅斯代爾牧師的健康開始走下坡，所以市民們相當關心新來的齊靈渥斯醫師願意在丁梅斯戴爾家裡租一間房間，順道能醫治他們所愛戴的牧師。然而，兩人在近距離的接觸下，齊靈渥斯開始懷疑牧師的病原是因一些不能見人的罪而導致，並懷疑珠兒的父親就是牧師，因而用心理學施壓於牧師身上來試探。有次傍晚，齊靈渥斯趁丁梅斯代爾在休息時，拉開了丁梅斯代爾的牧師袍，他看見了丁梅斯代爾的蒼白胸前也有一個羞恥的象徵。
因內疚而痛苦的丁梅斯代爾，走到了當初海斯特被處罰的台子。他爬上台，在上面承認自己所犯的罪；但是，他卻無法在眾人面前承認。海斯特被丁梅斯代爾健康走下坡的情況給嚇到了，她決定不再遵守與齊靈渥斯的約定了。
幾天之後，海斯特在森林中遇見了丁梅斯代爾。海斯特告訴丁梅斯代爾她丈夫報復的心態，同時，也說服丁梅斯代爾偷渡離開波士頓到歐洲，他們可以重新開始新的生活。因為這個新計劃，讓牧師似乎又再次活了過來有了新能量。
選舉日，丁梅斯代爾做了一場最鼓舞人的佈道。但是，在教友們魚貫地離開教堂時，丁梅斯代爾竟爬上了絞刑台，承認自己所犯的罪，而後死於海斯特的懷中。當下很多目擊者說他們看見了恥辱的紅字在牧師的胸前，然而有些人卻否認這件事。而齊靈渥斯也因少了復仇的動力，繼而過世。他死後，把全部的豐厚遺產全留給了珠兒。
幾年之後，海斯特回到了當年住的農舍並繼續配帶著紅字。在她死後，她與牧師丁梅斯代爾葬在一起，共用一個簡單的墓碑。墓碑上深深地刻著一個銘牌，銘牌背景為黑色，並刻有字母 A。

## 主題
艾瑪·甘迺迪-安德魯斯（Elmer Kennedy-Andrews）對霍桑在故事中用「海關大樓」埋下伏筆做一個評論，讓讀者知道這是一篇浪漫小說，因為霍桑在「紅字」的副標題中已經是這樣寫道。
在簡介中，霍桑描述唯物主義和夢幻狀態之間為「中立地帶」，這意指在真實世界與童話世界間，而現實可能與想像相遇，並互相自然的引響滲透彼此。這種由夢幻狀態和寫實主義的結合，給予作者空間去探索發展主題。

### 原罪
海斯特和丁梅斯代爾的經歷讓人想起亞當與夏娃的故事，因為這兩篇故事，都是因為罪而被驅逐和受苦，但是，卻也使人得以認識，認識道德淪陷是何意義，對海斯特來說，紅字既是一種顯現於身體上的罪，也提醒這自己孤獨的痛苦。由於活在一個壓制社會、又存有污點的過去和與上帝逐漸疏遠的生活，她考慮不再配戴紅字以獲得自由。 因為海斯特受到社會排斥，所以她認為這可能是因為一些傳統的清教徒文化的偏差，且並不會為她帶來幸福。
對丁梅斯代爾來說，一位欺騙大眾的牧師，他的罪給予他「有同理心去親近那些同樣有罪的罪人，並且與他們有了共鳴」他的能言善道與極大影響力的佈道都源自這同理心。故事中的牧師亞瑟·丁梅斯代爾有著基督教想法，那是最古老又被極度認可的準則，他的墮落是從顯而易見的美德至自我毀滅，他從一開始的貞潔到最後的墮落。但，微妙之處在於牧師在朝聖的過程中，自欺欺人地以為已經得救。
玫瑰灌木的美與周圍形成了強烈的對比，就如之後那被繡上的美麗紅字，在悲劇之中去尋找「一些甜美的道德花朵」，另一方面，對走入歧途的海斯特和她的小孩而言，大自然的真義（或許就是上帝）要比他的清教徒鄰人更富同情心。在小說裡，作者運用自然界的意象和嚴峻的清教徒教旨做強烈的對比。
齊靈渥斯的畸形身軀反映了（或象徵）內心的憎恨，這憎恨也隨著小說的發展一併增強，一樣的，丁梅斯代爾的疾病也透漏了他內心的混亂。這觀察被普遍認為是霍桑因崇拜的愛倫坡精神狀況日益減退而有靈感的想法。

### 清教徒的守法主義
另一個主題是極端的清教徒極端的守法主義和海斯特如何選擇不遵守清教徒的規則和信仰。海斯特被村民拒絕在外，甚至是用自己的後半輩子盡力去幫助生病和窮苦人家也未被接納。由於清教徒們拒絕與海斯特來往，海斯特只能過著孤單的生活，並不願意去教堂。
因此，她陷入了沉思。她的思索開始延伸並超出清教徒覺得安全的範圍，更被認為已經脫離一個基督教徒該有的想法。她仍然看見她的罪，但她已經用另一種眼光看待自己罪，而這是居民們看不見的。她開始相信一個人在世上犯的罪不一定會被譴責。她甚至告訴丁梅斯戴爾他們的罪已經被平日的懺悔所補償，因此他們的罪行不會阻止他們上天堂。但是清教徒卻相信這種罪行一定被上帝判罪。
不過海斯特已經在身心理上跟清教徒的社會脫離太久了。當丁梅斯戴爾死了之後，她明白她需要離開因為她已經沒辦法像清教徒一樣遵守清教徒的規定。她的思路已經沒有了宗教的約束，而她也已經成立了自己不一樣的道德價值觀和信仰。

## 出版歷史
社會普遍上以為霍桑原本計畫把《紅字》寫出短篇故事，把它出版於一套故事集《舊日傳說》（Old Time Legends），但他的出版人詹姆斯·湯姆斯·費爾茲卻說服霍桑把故事寫成長篇小說，但這不是事實。費爾茲說服霍桑把《紅字》跟早前已完成的《海關大樓》散文一同出版成一本書，但他沒有對文章的長度加以修改。之後霍桑的妻子蘇菲亞挑戰費爾茲的說法，蘇菲亞覺得：「費爾茲誇大其詞說因為有他，《紅字》才得以出版！」 ，因為蘇菲亞記得她先生的朋友艾德溫·珀西·惠普爾，一位評論員，接觸費爾茲並希望他考慮出版此作品。在馬薩諸塞州塞勒姆市裡的彼得·艾傑里宅院（Peter Edgerley House）著作手稿，目前還是一個私人居住所座落在馬爾街（Mall Street）14號。這是霍桑一家人在塞勒姆市裡所居住過的最後一間房子。
《紅字》是在1850年的春天被提克諾與費爾茲（Ticknor & Fields）第一次出版，開始了霍桑最賺錢的時候。當他在1850年的二月份完成小說交給費爾茲後，霍桑說「書本內容有具影響力的觀點」，但質疑書本的暢銷度。
事實上，那本書很快成了暢銷作品，然而在十四年以來只為作家賺來1,500美金的稿費。它剛開始的出版引來了很多從塞勒姆市居民的反抗聲音，因為他們不同意霍桑在這本書中加入《海關大樓》中的描述。第二版本的《紅字》出版了兩千五百本，而書中增加的前言則是霍桑在1850年三月三十號對反抗聲音做出答覆並堅決對自己寫的所有內文不做任何更改。除此之外，內文中一個非常值得注意的特色是它的真實呈現與坦白。但對於其他說霍桑有政治目的或私人因素的指責，他一概反駁這些說法。
《紅字》也是第一個在美國大規模生產的書籍。在十九世紀中葉，裝訂商在製造當地文學時通常是採用手工訂製，並少量販售。第一份用機器印製出來的《紅字》，兩千五百本，在十天內就銷售完畢，也被廣泛閱讀和詳細闡述，這樣的情況在當時那新新國家中是不常體驗到的。第一版本的《紅字》通常使收藏家視為稀有的書集而收藏起來，並會被特意收藏，更可能售價至18,000美金。

### 註腳
1. ↑  . National Public Radio (NPR). 2008-03-02  [2015-11-06]. （原始内容存档于2011-01-31）. (quote in article refers to it as his "masterwork", listen to the audio to hear it the original reference to it being his "magnum opus")
2. ↑  Kennedy-Andrews (1999)，第8- 9頁.
3. 1 2  . Sparknotes.   [2012-08-07]. （原始内容存档于2018-01-19）.
4. ↑  Davidson, E.H. 1963. Dimmesdale's Fall. The New England Quarterly 36: 358–370
5. 1 2  The Scarlet Letter by Nathaniel Hawthorne - CliffNotes from Yahoo!Education 的存檔，存档日期2006-12-07.
6. ↑  Charvat, William. Literary Publishing in America: 1790–1850.  Amherst, MA: The University of Massachusetts Press（英语：University of Massachusetts Press）, 1993 (first published 1959): 56. ISBN 978-0-87023-801-7
7. ↑  Parker, Hershel. "The Germ Theory of The Scarlet Letter," Hawthorne Society Newsletter 11 (Spring 1985) 11-13.
8. ↑  Wineapple, Brenda（英语：Brenda Wineapple）. Hawthorne: A Life. Random House: New York, 2003: 209–210. ISBN 978-0-8129-7291-7.
9. ↑  Wright, John Hardy. Hawthorne's Haunts in New England. Charleston, SC: The History Press, 2008: 47. ISBN 978-1-59629-425-7.
10. 1 2  McFarland, Philip. Hawthorne in Concord. New York: Grove Press, 2004: 136. ISBN 978-0-8021-1776-2
11. ↑  Miller, Edwin Haviland. Salem is my Dwelling Place: A Life of Nathaniel Hawthorne. Iowa City: University of Iowa Press, 1991: 299. ISBN 978-0-87745-332-1
12. ↑  Miller, Edwin Haviland. Salem is my Dwelling Place: A Life of Nathaniel Hawthorne. Iowa City: University of Iowa Press, 1991: 301. ISBN 978-0-87745-332-1

### 書目
- Brodhead, Richard H. Hawthorne, Melville, and the Novel. Chicago and London: The University of Chicago Press, 1973.
- Brown, Gillian. "'Hawthorne, Inheritance, and Women's Property", Studies in the Novel 23.1 (Spring 1991): 107-18.
- Cañadas, Ivan. "A New Source for the Title and Some Themes in The Scarlet Letter". Nathaniel Hawthorne Review 32.1 (Spring 2006): 43–51.
- Kennedy-Andrews, Elmer. . Columbia Critical Guides. Columbia University Press. 1999  [2015-11-06]. ISBN 9780231121903. （原始内容存档于2019-06-08）.
- Korobkin, Laura Haft. "The Scarlet Letter of the Law: Hawthorne and Criminal Justice". Novel: a Forum on Fiction 30.2 (Winter 1997): 193–217.
- Gartner, Matthew. "The Scarlet Letter and the Book of Esther: Scriptural Letter and Narrative Life". Studies in American Fiction 23.2 (Fall 1995): 131-51.
- Newberry, Frederick. Tradition and Disinheritance in The Scarlet Letter". ESQ: A Journal of the American Renaissance 23 (1977), 1–26; repr. in: The Scarlet Letter. W. W. Norton, 1988: pp. 231-48.
- Reid, Alfred S. Sir Thomas Overbury's Vision (1616) and Other English Sources of Nathaniel Hawthorne's 'The Scarlet Letter. Gainesville, FL: Scholar's Facsimiles and Reprints, 1957.
- Reid, Bethany. "Narrative of the Captivity and Redemption of Roger Prynne: Rereading The Scarlet Letter". Studies in the Novel 33.3 (Fall 2001): 247-67.
- Ryskamp, Charles. "The New England Sources of The Scarlet Letter". American Literature 31 (1959): 257–72; repr. in: "The Scarlet Letter", 3rd edn. Norton, 1988: 191–204.
- Savoy, Eric. "'Filial Duty': Reading the Patriarchal Body in 'The Custom House'". Studies in the Novel 25.4 (Winter 1993): 397–427.
- Sohn, Jeonghee. Rereading Hawthorne's Romance: The Problematics of Happy Endings. American Studies Monograph Series, 26. Seoul: American Studies Institute, Seoul National University, 2001; 2002.
- Stewart, Randall (Ed.) The American Notebooks of Nathaniel Hawthorne: Based upon the original Manuscripts in the Piermont Morgan Library. New Haven: Yale University Press, 1932.
- Waggoner, Hyatt H. Hawthorne: A Critical Study, 3rd edn. Cambridge, MA: Belknap Press of Harvard University Press, 1971.

## 外部連結
- Hawthorne in Salem Website Page on Hester and Pearl in The Scarlet Letter （页面存档备份，存于）
- The Scarlet Letter - 古腾堡计划
- D. H. Lawrence - Studies in Classic American Literature - Nathaniel Hawthorne and The Scarlet Letter
- LibriVox中的公有领域有声书《The Scarlet Letter》
- The Scarlet Letter Review